# Miconazol
Miconazol of miconazolnitraat is een antimycoticum (antischimmelmiddel) dat veel wordt toegepast bij huidaandoening door dermatofyten, gisten zoals Candida albicans en schimmels zoals Trichophyton mentagrophytes.
Miconazolcrème is in Nederland zonder recept verkrijgbaar bij apotheek en drogist, in België is het zonder voorschrift te verkrijgen in de apotheek.
De stof is opgenomen in de lijst van essentiële geneesmiddelen van de WHO.

## Interacties
Bij lokale toepassing kan er voldoende resorptie optreden om ernstige systemische interacties te veroorzaken.
Miconazol remt CYP3A en CYP2C9. Hierdoor kunnen, van geneesmiddelen die door deze enzymen worden gemetaboliseerd, de plasmaspiegels verhogen tot toxische waarden. Gebruik is gecontra-indiceerd bij patiënten die ingesteld zijn op vitamine K-antagonisten, de coumarinederivaten. De invloed op de INR is groot. Een antagonistische werking van miconazol en amfotericine B is waargenomen.
Een goed alternatief voor lokale therapie is bij interactievermoedens clotrimazol.